# Рендолф (округ, Північна Кароліна)
Шаблон:StateAbbr_ 35°43′ пн. ш. 79°49′ зх. д. / 35.71° пн. ш. 79.81° зх. д.
Округ Рендолф (англ. Randolph County) — округ (графство) у штаті Північна Кароліна, США. Ідентифікатор округу 37151.

## Історія
Округ утворений 1779 року.

## Демографія
За даними перепису
2000 року
загальне населення округу становило 130454 осіб, зокрема міського населення було 51452, а сільського — 79002.
Серед мешканців округу чоловіків було 64492, а жінок — 65962. В окрузі було 50659 домогосподарств, 37348 родин, які мешкали в 54422 будинках.
Середній розмір родини становив 2,97.
Віковий розподіл населення поданий у таблиці:
| Стать    | До 15 років | 15-21 | 22-29 | 30-39 | 40-49 | 50-65 | 65-85 | Понад 85 |
| -------- | ----------- | ----- | ----- | ----- | ----- | ----- | ----- | -------- |
| Чоловіки | 14097       | 5656  | 7203  | 10722 | 9929  | 10469 | 5944  | 472      |
| Жінки    | 13364       | 5375  | 6738  | 10397 | 9786  | 10916 | 8152  | 1234     |

## Суміжні округи
- Ґілфорд — північ
- Аламанс — північний схід
- Четем — схід
- Мур — південний схід
- Монтгомері — південний захід
- Девідсон — захід

## Виноски
1. ↑  U.S. Decennial Census. United States Census Bureau. Процитовано 19 січня 2015.
2. ↑  Historical Census Browser. University of Virginia Library. Архів оригіналу за 11 серпня 2012. Процитовано 19 січня 2015.
3. ↑  Forstall, Richard L., ред. (27 березня 1995). Population of Counties by Decennial Census: 1900 to 1990. United States Census Bureau. Процитовано 19 січня 2015.
4. ↑  Census 2000 PHC-T-4. Ranking Tables for Counties: 1990 and 2000 (PDF). United States Census Bureau. 2 квітня 2001. Процитовано 19 січня 2015.
5. ↑  State & County QuickFacts. United States Census Bureau. Архів оригіналу за 12 серпня 2011. Процитовано 29 жовтня 2013.(англ.) Наведено за англійською вікіпедією.
6. ↑  American FactFinder. Бюро перепису населення США. Архів оригіналу за 26 лютого 2012. Процитовано 31 січня 2008.

| США | Це незавершена стаття з географії США. Ви можете допомогти проєкту, виправивши або дописавши її. |